# Ecgberht di Northumbria
Ecgberht (... – 872/873) regnò sulla Northumbria a metà del IX secolo.

## Biografia
Poco si sa su di lui. Compare per la prima volta nelle fonti dopo la morte dei sovrani northumbriani Ælla e Osbeorht in battaglia contro i vichinghi della grande armata danese a York il 21 marzo 867. Secondo Simeone di Durham fu messo sul trono dagli stessi vichinghi, regnando per sei anni sui northumbriani che vivevano al di là del Tamigi. Sarebbe stato espulso dagli stessi northumbriani nell'872 e sarebbe morto l'anno seguente. Sul trono sarebbe salito Ricsige.